# サフォークランド士別ハーフマラソン大会
サフォークランド士別ハーフマラソン大会（サフォークランドしべつハーフマラソンたいかい）は、毎年7月に士別市で開催されるハーフマラソン。2020・21年は中止。

## コース
アップダウンのある周回コースを2周走るコース。